# Hashimoto Gahō
Hashimoto Gahō (橋本 雅邦 (?)) (Edo, 21 agosto 1835 – Tokyo, 13 gennaio 1908) è stato un pittore giapponese, uno degli ultimi artisti a dipingere nello stile della tradizione della scuola Kanō. 
Gahō è il suo nome d’arte.  Il suo nome d’infanzia era Sentaro.

## Biografia
Nato a Edo, il padre era pittore ufficiale della famiglia feudale Matsudaira e Gahō ebbe fin dall’infanzia una formazione artistica di base dal padre. In seguito studiò pittura con Kanō Shōsen'in e fu anche influenzato dalle opere di Kanō Hōgai, ricevendone quindi un orientamento rivolto alle tecniche e allo stile della pittura tradizionale, allo studio dei modelli dei classici dell’arte giapponese e cinese; agli allievi della scuola Kano infatti era concesso esclusivamente di studiare e riprodurre i classici, limitando severamente le inclinazioni artistiche individuali. 
Gahō rimase con la famiglia Kanō per una decina d’anni.
Nel 1869 aprì un proprio studio di pittura, ma il periodo di scolvolgimento economico, politico e culturale connesso alla 
Restaurazione Meiji e la conseguente perdita dello stipendio legato all’attività familiare del feudo, indusse Gahō a cercare altre fonti di reddito diverse dalla pittura artistica. In particolare lavorò per la sezione di cartografia dell’Accademia navale imperiale, come insegnante di disegno di mappe e carte, e si dedicò alla decorazione di ventagli dei quali c’era richiesta per commerci con la Cina. 

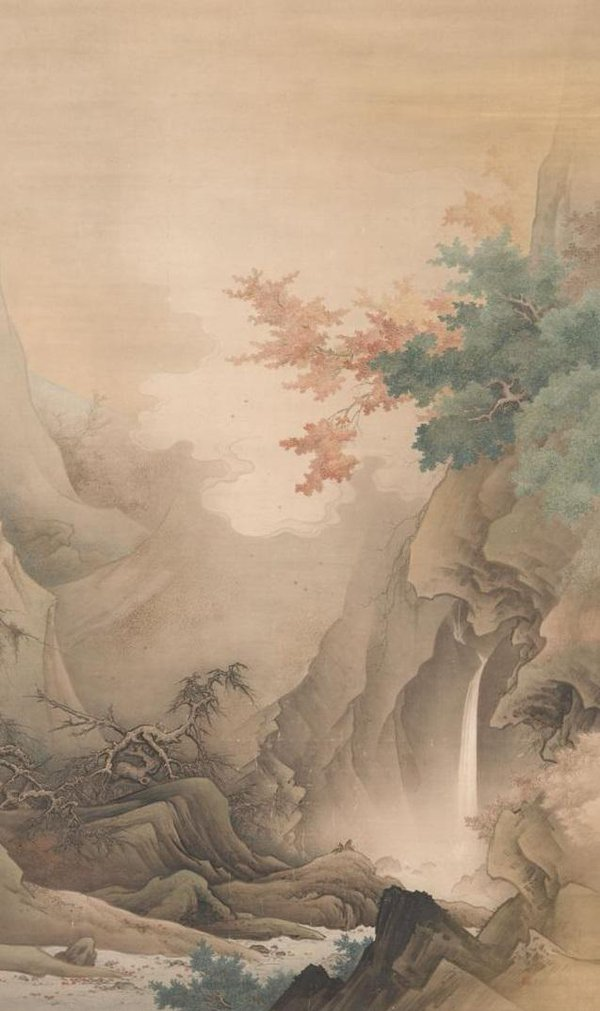
Nuvole bianche e alberi d’autunno (白雲紅樹). 1890, Collezione dell’Università delle arti di Tokyo

Nel 1889 Gahō su sollecito di Okakura Kakuzō divenne insegnante del dipartimento di pittura all’Istituto d’Arte di Tokyo (“Tōkyō Bijutsu Gakkō“ -東京美術学校). La scuola, di orientamento tradizionalista, aveva come obbiettivo la formazione di professionisti destinati all’insegnamento o alla pratica artistica ed è stata per lungo tempo l’unica istituzione pubblica dedicata alla formazione artistica.  Nel 1898, Gahō e Okakura lasciarono il Bijutsu Gakkō per fondare, insieme ad altri docenti, l’Accademia giapponese d’arte (日本美術院, Nihon Bijutsuin).
Nel 1890 ricevette il titolo onorifico di Artista della Casa imperiale.
Gahō insegnò fino alla sua morte avvenuta nel 1908.
In quanto professore di pittura ebbe numerosi allievi, alcuni dei quali si affermarono in campo artistico tra cui Yokoyama Taikan e Kawai Gyokudō, Hishida Shunsho.
I due paraventi pieghevoli Il drago e la tigre sono stati designati "Beni culturali importanti del Giappone".

## Opere e stile
Hashimoto Gahō ha realizzato numerose opere nello stile tradizionale della scuola Kanō, sia dipinti policromi, utilizzando pigmenti e foglia d’oro, sia monocromi in inchiostro di china.
L’ambito dei soggetti riprodotti nelle sue pitture è molto ampio: dalle scene di vita quotidiana e di lavoro dell’uomo, fiori e uccelli, episodi e racconti buddisti, paesaggi. 
Sono soprattutto i paesaggi, marini, montani o collinari,  le sue migliori realizzazioni pittoriche nelle quali riesce a rappresentare con efficacia gli ambienti naturali colti in specifici momenti della giornata e nelle variazioni stagionali.
Sebbene le sue pitture siano molto legate alla tradizione e possa essere considerato uno degli ultimi autori attivi nello stile della scuola Kanō utilizzando materiali pittorici e soggetti classici, Gahō, come anche Kanō Hōgai,  non si chiuse all’influsso della cultura artistica occidentale e soprattutto nella maturità fece propri alcuni aspetti delle tecniche occidentali;   la cura del dettaglio, la rappresentazione dell’ombra e l’impiego della prospettiva sono segni evidenti della conoscenza e dell’attenzione rivolte all’arte europea.

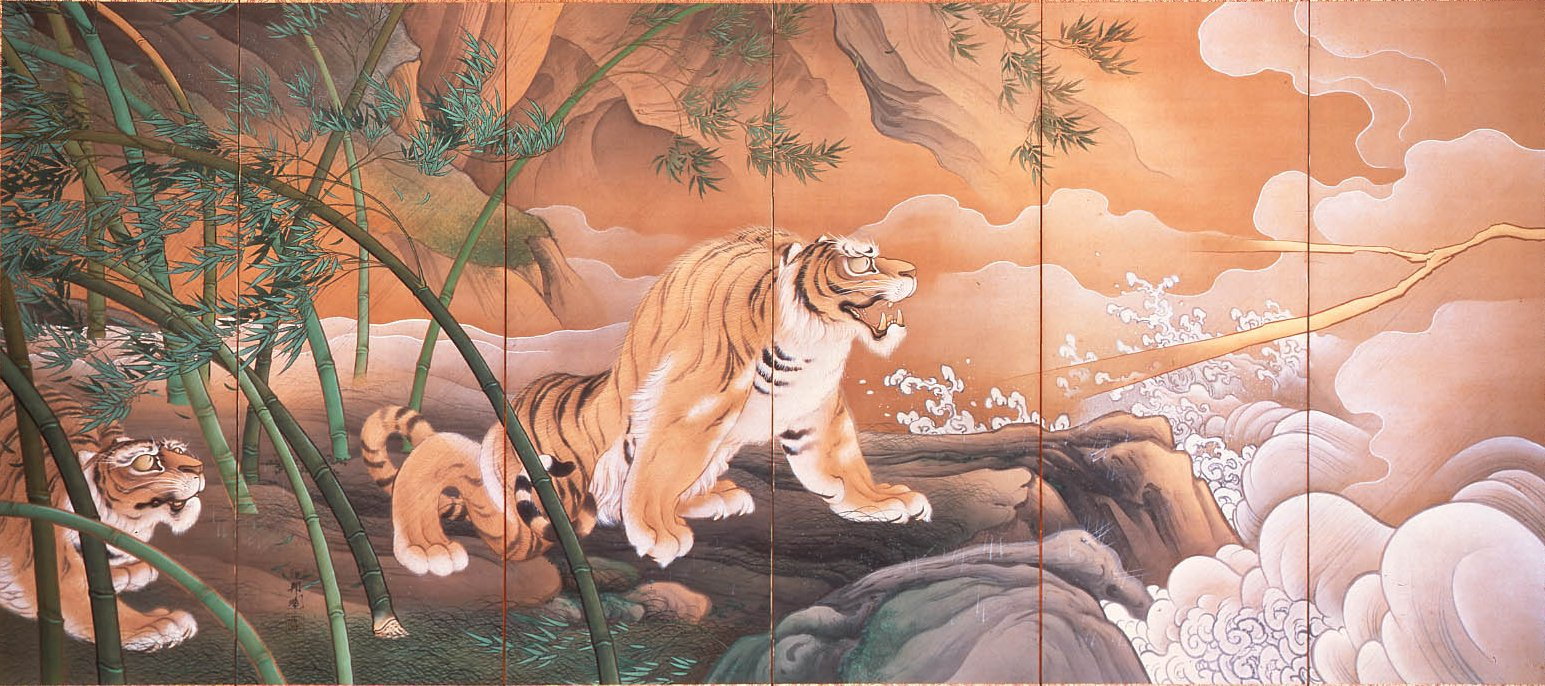
Paravento pieghevole a 6 ante Il drago e le tigri (竜虎図) – pannelli di sinistra, 1895 - Museo Seikadō Bunko
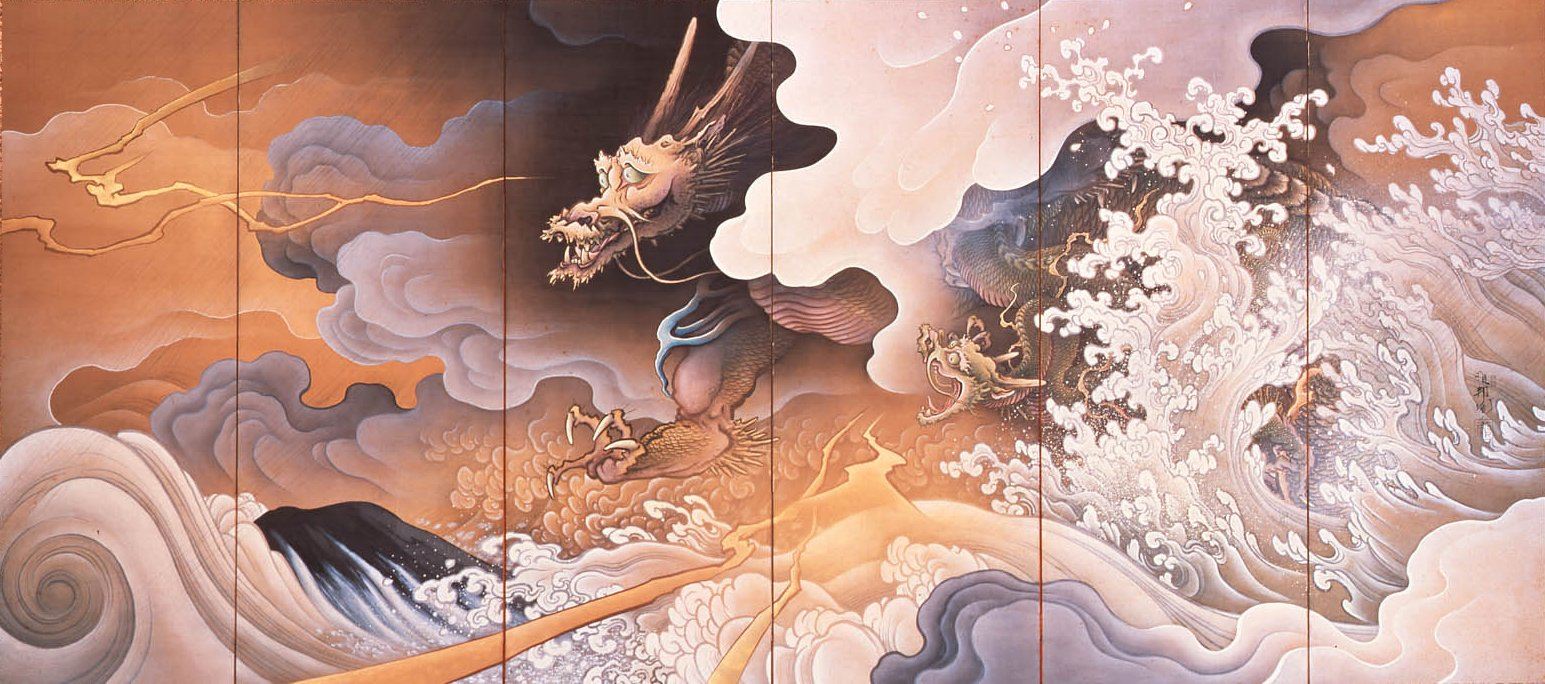
Paravento pieghevole  Il drago e le tigri pannelli di destra, 1895 – Museo Seikado Bunko